# Avdellero
Avdellero (griechisch Αβδελλερό) ist eine Gemeinde im Bezirk Larnaka in Zypern. Bei der letzten amtlichen Volkszählung im Jahr 2021 hatte der Ort 265 Einwohner.

## Lage

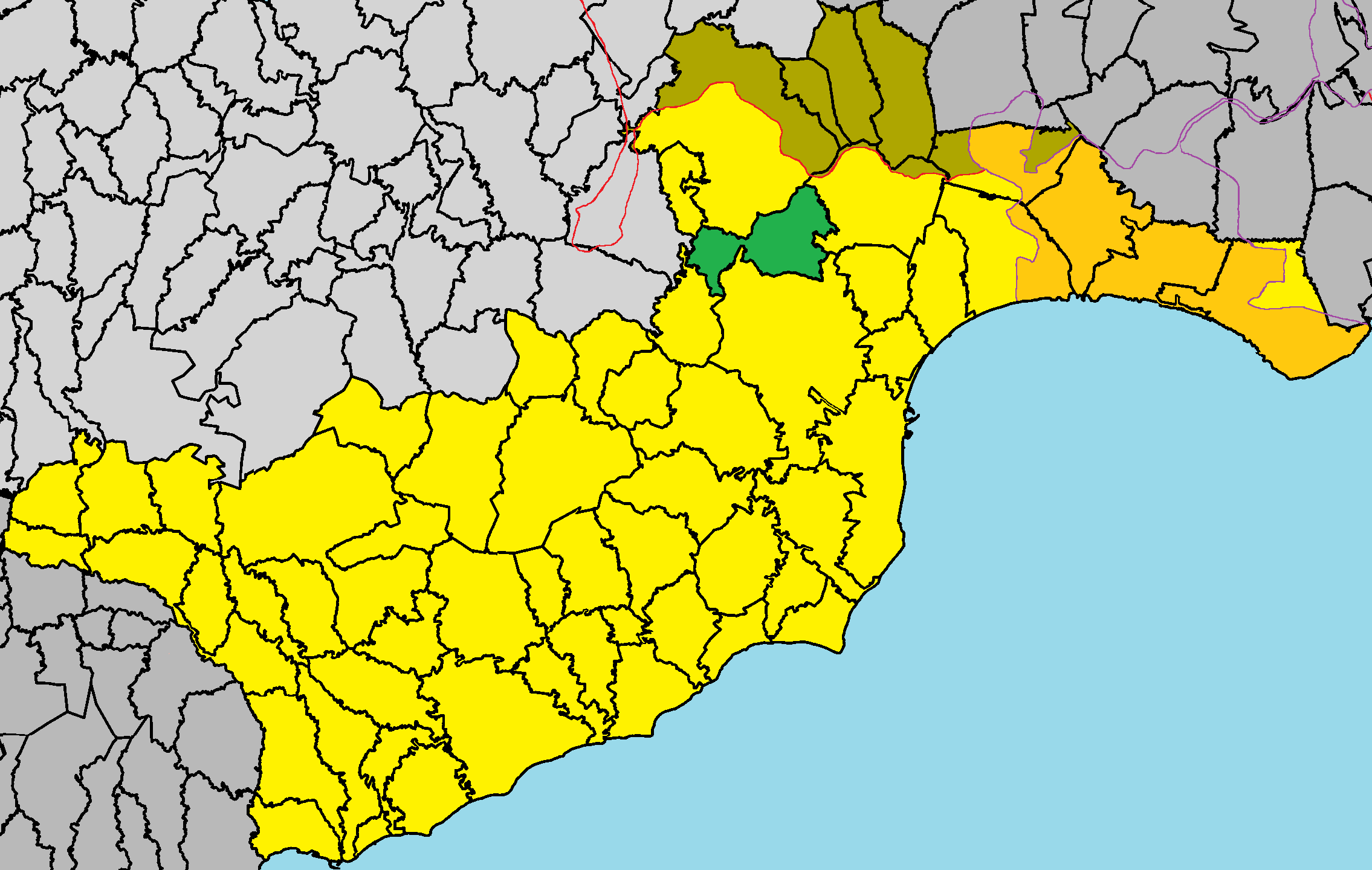
Lage der Gemeinde im Bezirk Larnaka

Avdellero liegt im Südosten der Insel Zypern auf 134 Metern Höhe, etwa 25 km südöstlich der Hauptstadt Nikosia, 10 km nordwestlich von Larnaka und 60 km nordöstlich von Limassol.
Der Ort liegt an der Pufferzone zum Nordteil der Insel, die direkt nördlich des Gemeindegebiets beginnt. Weiter südlich verlaufen die Autobahnen A2 und A3 sowie die Hauptstraße B2.
Orte in der Umgebung sind Athienou im Norden, Troulloi und Kellia im Osten, Livadia im Südosten, Aradippou im Süden sowie Lympia, Petrofani und Louroujina im Westen.